# 天津河流列表
天津河流列表，列舉全部或部分在天津市境內的河流，並依照流域排列；支流則由河口至源頭排序。

## 海河口以南諸河流
- 捷地減河（南運河分流）：跨省市河流，中、上游位於河北境內。
- 北排水河：跨省市河流，上游位於河北境內，下游主要位於天津境內，但最末段流回河北境內。
- 子牙新河（子牙河分流，與北排水河並行，與南運河立體交叉）：跨省市河流，上游位於河北境內，下游位於天津、河北邊界地帶。
- 青靜黃排污河：跨省市河流，上游位於河北境內。
- 獨流減河（子牙河分流）

## 海河水系
- 海河
  - 永定河：跨省市河流，中、上游位於河北、北京境內。
    - 永定新河（分流入薊運河）
    - 北運河：跨省市河流，中、上游位於河北、北京境內。
      - 潮白河
        - 潮白新河（分流入永定新河）

  - 子牙河：跨省市河流，上游位於河北境內。
    - 獨流減河（分流入海）
    - 大清河：跨省市河流，下游為天津、河北界河，中、上游位於河北境內。
    - 南運河：跨省河流，中游位於河北境內，上游為河北、山東界河。
      - 捷地減河（分流入海）

    - 黑龍港河：跨省市河流，上游位於河北境內。

## 海河口以北諸河流
- 薊運河：跨省市河流，上、下游位於天津境內，中游為河北、天津界河。
  - 永定新河（永定河分流）
    - 潮白新河（潮白河分流）：跨省市河流，上游位於河北境內。

  - 州河：跨省市河流，上游位於河北境內。
  - 泃河：上游位於河北、天津境內，中游位於北京境內，下游先位於河北境內，再成為河北、天津界河，最後進入天津境內。